# Spacetoon
Spacetoon (发音:丝屁丝提哦),（阿拉伯语：‎或‎）是一個阿拉伯語電視頻道，專門播出動畫和兒童節目。成立於2000年3月。
pacetoon公司在阿拉伯世界除了主要的現有Spacetoon頻道外還有三個現已解散的頻道：Space Power TV、Spacetoon Radio和Spacetoon English。

## 歷史
1999年，巴林廣播電視公司正式簽署了一項播放兒童卡通頻道的協議。2000年3月27日，Spacetoon正式啟動，但作為一個六小時集團。根據該部發表的聲明，它一直保持兩年，直到2002年1月合同結束。後來，Spacetoon成立了一個獨立的頻道。

## 「行星」
每個播出的節目都被劃分為不同種類，稱為「行星」，每種類型一個：
- Action (行动)
- Adventure (冒险)
- Comedy (喜剧)
- Alpha
- Bon Bon
- History (历史)
- Movies (电影)
- Science (科学)
- Sport (运动)
- Zomoruda

## 播出節目
- 哆啦A夢2005年版[4]
- 趣怪守護仙[5]
- 瑪莎與熊[5]
- Trucktown[5]
- 妖怪手錶[5] (4 September 2016 – present)

## 另見
- 國際影業

### 來源
- . daharchives.alhayat.com（英语：Al-Hayat）. Al-Hayat（英语：Al-Hayat）. 2000-03-06  [2017-06-30]. （原始内容存档于2018-01-14）.

## 外部連結
- Spacetoon Arabic website（页面存档备份，存于）
- Spacetoon Indonesia website
- Spacetoon的X（前Twitter）
- 互联网电影数据库上Spacetoon的资料（英文）
- Spacetoon在動畫新聞網百科全書中的資料（英文） (Spacetoon Arabic page)
- Spacetoon在動畫新聞網百科全書中的資料（英文） (Spacetoon Indonesia page)